# چمچا دولنا
چمچا دولنا (به لاتین: Trzemcha Dolna) یک روستای لهستان در لهستان است که در Gmina Sienno واقع شده‌است.